# Pleurothallis rusbyi
Pleurothallis rusbyi là một loài thực vật có hoa trong họ Lan. Loài này được Rolfe miêu tả khoa học đầu tiên năm 1895.